# L'Abadie
L'Abadie era una comuna francesa, que estaba situada en el departamento de Tarn y Garona, de la región de Occitania, que en 1806 pasó a formar parte de la comuna de Parisot, por fusión simple.

## Historia
La comuna se llamó Lou Mas de Labastide hasta 1801.

## Demografía
| Gráfica de evolución demográfica de L'Abadie entre 1793 y 1800 |
|                                                                |

Los datos demográficos contemplados en este gráfico de la comuna de  L'Abadie se han cogido de 1793 a 1800 de la página francesa EHESS/Cassini.